# André Aciman

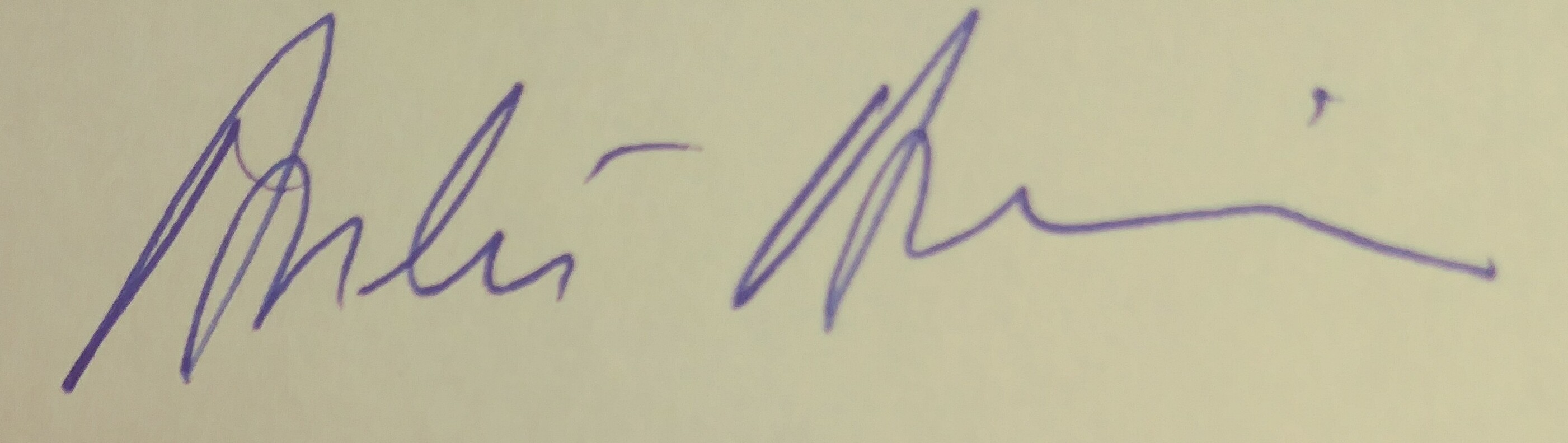
Autografo di André Aciman

André Aciman (Alessandria d'Egitto, 2 gennaio 1951) è uno scrittore egiziano naturalizzato statunitense, autore di romanzi e saggi, nonché grande esperto a livello accademico delle opere di Marcel Proust.

## Biografia

### Infanzia e formazione
Nato in una famiglia ebrea sefardita di origini turche, da Regine, sorda, e Henri, André Aciman è cresciuto nell'atmosfera cosmopolita di Alessandria d'Egitto. Di madrelingua francese, capisce e parla anche altre lingue, come italiano, greco, arabo e il ladino (dialetto spagnolo parlato dagli ebrei sefarditi, da non confondere con il ladino dolomitico).
Aciman ha sempre frequentato scuole in lingua inglese, prima ad Alessandria e poi a Roma, dopo che la sua famiglia si era trasferita in Italia nel 1965 e dove ottiene la cittadinanza italiana, per sfuggire alle persecuzioni degli ebrei promosse dal presidente egiziano Nasser.
Nel 1969 la sua famiglia si trasferì di nuovo, stavolta a New York, dove André ha frequentato il prestigioso Lehman College, laureandosi in letteratura comparata nel 1973. Ha proseguito gli studi nello stesso campo all'ancor più prestigiosa Harvard, dove ha ottenuto il dottorato nel 1988.

### Il successo
Nel 2008 gli viene pubblicato, in Italia, da Guanda il romanzo Chiamami col tuo nome (Call me by your name). Ambientato in una calda estate della metà degli anni ottanta sullo sfondo della riviera ligure, il romanzo è il racconto struggente dell’amore che nasce tra due giovani, Elio, diciassettenne italiano, e Oliver, ventiquattrenne statunitense. Il libro si rivela subito uno dei più grandi best seller di tale anno. Questo romanzo è stato portato al cinema nel 2017 con il film Chiamami col tuo nome diretto da Luca Guadagnino. Per questo film lo sceneggiatore James Ivory ha vinto il Premio Oscar alla migliore sceneggiatura non originale 2018.
Nel 2009 viene tradotto, sempre da Guanda, il libro di memorie Ultima notte ad Alessandria (Out of Egypt), vincitore del premio Whiting Writer's Award nel 1995. Tra il 2010 e il 2019 Aciman ha pubblicato altri cinque romanzi: Notti bianche (2010), Città d'ombra (2013), Harvard Square (2014), Variazioni su un tema originale (2017) e Cercami (2019), sequel di Chiamami con il tuo nome, e per cui Aciman riceve un altro plauso al Premio Pulitzer per la narrativa, seppur solamente venendo candidato.
Oggi insegna letteratura comparata alla City University di New York. Ha insegnato anche scrittura creativa all'Università di New York e Letteratura francese all'Università di Princeton.

## Vita privata
Aciman è sposato con l'amministratrice delegata Susan Wiviott e la coppia ha avuto tre figli: Alexander e i gemelli Philip e Michael. Aciman vive con la famiglia a Manhattan.

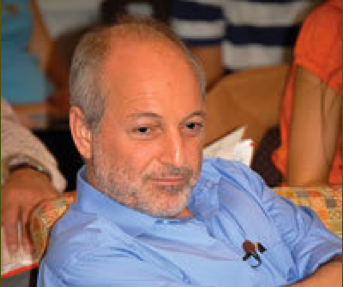
André Aciman nel 2008, anno dell'uscita del suo capolavoro Chiamami col tuo nome

## Opere

### Romanzi
- Chiamami col tuo nome (Call Me by Your Name, 2007), traduzione di Valeria Bastia, Collana Narratori della Fenice, Milano, Guanda, 2008, ISBN 978-88-608-8067-3.
- Notti bianche (Eight White Nights, 2010), traduzione di V. Bastia, Milano, Guanda, 2010, ISBN 978-88-608-8577-7.
- Harvard Square, traduzione di V. Bastia, Collana Narratori della Fenice, Milano, Guanda, 2014, ISBN 978-88-235-0542-1.
- Variazioni su un tema originale (Enigma Variations, 2017), traduzione di V. Bastia, Collana Narratori della Fenice, Milano, Guanda, 2017, ISBN 978-88-235-1775-2.
- Cercami (Find Me, 2019), traduzione di V. Bastia, Collana Narratori della Fenice, Milano, Guanda, 2019, ISBN 978-88-235-2290-9.
- L'ultima estate (The Gentleman from Peru, 2020), traduzione di V. Bastia, Collana Narratori della Fenice, Milano, Guanda, 2020, ISBN 978-88-235-2761-4.
- Mariana (Mariana, 2021), traduzione di V. Bastia, Collana Narratori della Fenice, Milano, Guanda, 2021, ISBN 978-88-235-2853-6.
- Idillio sulla High Line (2022), traduzione di V. Bastia, Collana Narratori della Fenice, Milano, Guanda, 2022, ISBN 978-88-235-29113.

### Racconti brevi
- Cat's Cradle, The New Yorker, novembre 1997.Cat's Cradle | The New Yorker
- Monsieur Kalashnikov, The Paris Review, estate 2007.
- Abingdon Square, Granta, gennaio 2013.

### Non-fiction
- Ultima notte ad Alessandria (Out of Egypt, 1995), traduzione di V. Bastia, Collana Narratori della Fenice, Milano, Guanda, 2009, ISBN 978-88-608-8096-3. [memorie]
- Letters of Transit: Reflections on Exile, Identity, Language, and Loss, curatore e contributore, 1999. Il testo è inedito in Italia.
- Entrez: Signs of France, con Steven Rothfeld, 2001. Il testo è inedito in Italia.
- André Aciman (a cura di), The Proust Project, illustrazioni di Jeff Clark, Farrar, Straus and Giroux, 2004, ISBN 9780374238322.
- Città d'ombra, traduzione di V. Bastia, Collana Narratori della Fenice, Milano, Guanda, 2013, ISBN 978-88-608-8916-4. I saggi contenuti nel volume italiano provengono da due raccolte, ovvero False Papers: Essays on Exile and Memory (2000) e Alibis: Essays on Elsewhere (2011).
- (EN) Homo Irrealis: Essays, Farrar, Straus and Giroux, 2021, ISBN 9780374171872. Il testo è inedito in Italia.

## Riconoscimenti
- Premio Pulitzer
  - 2019 - Selezionato per Cercami
- Whiting Writer's Award
  - 1995 - Migliore scrittore dell'anno per Ultima notte ad Alessandria
- Lambda Literary Award
  - 2008 - Miglior romanzo LGBT per Chiamami col tuo nome